# Valdís Óskarsdóttir
Valdís Óskarsdóttir, född 1949 i Akureyri, är en isländsk filmklippare och filmregissör. För filmen Eternal Sunshine of the Spotless Mind vann hon en BAFTA i kategorin Bästa klippning. Hennes regidebut var långfilmen Country Wedding.